# Euphorbia clavidigitata
Euphorbia clavidigitata là một loài thực vật có hoa trong họ Đại kích. Loài này được Gage mô tả khoa học đầu tiên năm 1914.